# Moses Schorr

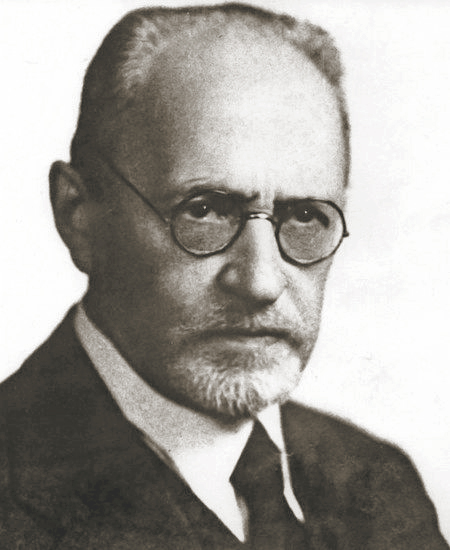
Moses Schorr um 1920

Moses Schorr (* 10. Mai 1874 in Przemyśl, Österreich-Ungarn; † 8. Juli 1941 in Posty in der Usbekischen SSR) war ein polnischer Historiker, Orientalist, Rabbiner und Politiker jüdischer Herkunft. Schorr befasste sich als erster Historiker systematisch mit der Geschichte der Juden in Polen. Der Schwerpunkt seiner Forschung lag jedoch in Altertumswissenschaften, speziell in Geschichte und Sprachen Vorderasiens in vorchristlicher Zeit. Die polnische Namensform lautet: Mojżesz Schorr. 

## Leben
Ab 1893 studierte Schorr Geschichte und Philosophie an der Universität Wien und besuchte gleichzeitig Seminare an der Israelitisch-Theologischen Lehranstalt (Rabbinerseminar). 1896 wechselte er an die Universität Lemberg, wo er 1899 mit einer Arbeit über die Organisation der Juden in Polen promoviert wurde. Im darauf folgenden Jahr wurde er Rabbiner. 1904 wurde er Privatdozent und 1910 Professor für semitische Sprachen. Parallel zur akademischen Lehre beteiligte sich Schorr am sozialen und politischen Leben. Zeitweise war er Vorsitzender des Lehrerverbandes für Jüdische Religion in Galizien, dann noch Vorsitzender der Gesellschaft für Förderung der Bildung unter den Juden und er gründete die Fördergesellschaft der Jüdischen Jugend. Schorr unterstützte die Siedlungsaktion in Palästina und war Vorsitzender des Freundeskreises der Hebräischen Universität Jerusalem, zu deren Eröffnung 1925 er als Ehrengast eingeladen wurde. 

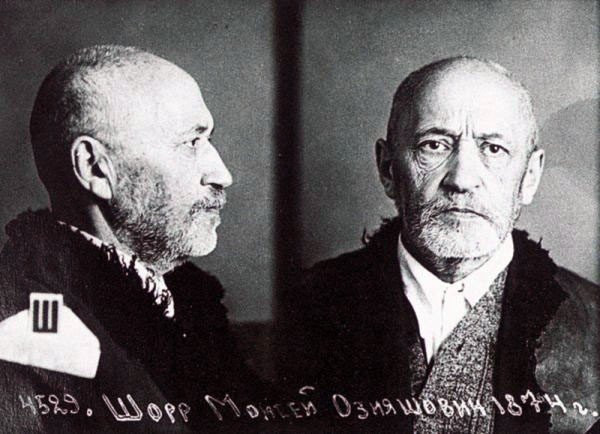
Moses Schorr nach seiner Inhaftierung durch den NKWD

Ab 1925 war Schorr Professor an der Universität Warschau und zugleich Mitbegründer des Institutes für Judaistik. Gleichzeitig bekleidete er das Amt des Rabbiners an der Großen Synagoge in Warschau, an der er auch die Judaistische Bibliothek organisierte. Zeitweise fungierte er als Vize-Vorsitzender der Loge B’nai B’rith. Ab 1918 war Schorr Mitglied der Orientalischen Kommission der Akademie der Wissenschaften in Krakau. 1935 wurde Schorr in direkter Wahl in den Senat des polnischen Parlaments gewählt.
Nach dem Ausbruch des Zweiten Weltkrieges befand sich Schorr im sowjetisch besetzten Teil Polens. Er wurde verhaftet und in ein Straflager in Usbekistan verbannt. Um seine Freilassung bemühten sich vergeblich aufgrund der Bitten seiner Verwandtschaft aus Palästina und aus Frankreich die USA, der Papst und die polnische Gesandtschaft in der UdSSR.
Die wissenschaftliche Leistung und das soziale Engagement Schorrs wurden mit der im Jahre 2001 in Warschau gegründeten und nach ihm benannten Stiftung (Mojżesz-Schorr-Stiftung) gewürdigt. Das Ziel der Stiftung ist die Förderung der jüdischen Kultur. Die von Sponsoren finanzierte Stiftung unterhält das Mojżesz-Schorr-Zentrum, das u. a. Sprachkurse anbietet und Weiterbildungsseminare organisiert.

## Schriften
- Urkunden des altbabylonischen Zivil- und Prozeßrechts. Leipzig 1913.
- Aus der Geschichte der Juden in Przemysl. Wien 1915.
- Rechtstellung und innere Verfassung der Juden in Polen. Ein geschichtlicher Rundblick. In: Der Jude. Eine Monatsschrift. Heft 2 (1917/1918); Heft 3, S. 51–58; 179–186; Heft 4, 233–244; auch als Separatdruck Berlin 1917.